# Nebula (personaj)
Nebula este fiica tiranului Thanos, a cărui singură dorință este eradicarea întregii vieți din univers. Ea are o soră, pe Gamora, iar ea stă mereu în umbra acesteia, acest fapt declanșând o dușmănie temporară între ele două, care până la urmă este rezolvată. Nebula este una dintre cele mai importante eroine care ajută la recuperarea celor pierduți de răzbunători în Războiul Infinitului